# Хуня, Мацей
Мацей Марек Хуня (пол. Maciej Marek Hunia, род. 25 февраля 1961) — польский военный и государственный деятель, глава Агентства разведки с 2008, бригадный генерал.

## Биография
В 1986 окончил факультет философии и истории Ягеллонского университета, во время учёбы принимал активное участие в работе Независимого союза студентов. В конце 1980-х проходил военную службу, с 1990 служил офицером в краковском отделении Управления охраны государства, где работал в качестве аналитика, заместителя начальника и руководителя регионального управления УОГ. В 1997—2007 занимал пост директора департамента контрразведки в Управлении охраны государства, а после создания в 2002 Агентства внутренней безопасности возглавлял в нём Департамент контрразведки.
В 2004 президент Александр Квасьневский присвоил ему звание бригадного генерала. В 2007 Хуня был переведён в Агентство разведки и в 2007 служил советником в польском посольстве в Праге. 16 января 2008 возглавил Службу военной разведки Польши, а с 7 июня 2008 — по совместительству назначен исполняющим обязанности главы Агентства разведки. 11 августа 2008 освобождён от должности руководителя военной разведки и утверждён главой Агентства разведки.

## Награды
- Рыцарский Крест Ордена Возрождения Польши — 2002[2]
- Золотой Крест Заслуги — 1998[3]
- Почётный знак Министерства иностранных дел Польши «Bene Merito» — 2009[4]
- Орден Орлиного креста II класса — 2014, Эстония[5]